# Concorso ippico internazionale "Piazza di Siena"
Il Concorso di Salto Internazionale Ufficiale (CSIO) "Piazza di Siena" è un concorso ippico a 5 stelle che si tiene annualmente dal 1922 a Roma in piazza di Siena, area che si trova all'interno di villa Borghese. Dal 1926 è un concorso internazionale, mentre dal 2014 la competizione è stata intitolata "Master fratelli D'Inzeo" in onore dei due cavalieri italiani Piero e Raimondo D'Inzeo, scomparsi poco prima lo svolgimento dell'ottantaduesima edizione del concorso.
Il Concorso fa parte del circuito della FEI Furusiyya Nations Cup, che raduna gli otto CSIO più prestigiosi al mondo e vede in lizza i migliori cavalieri internazionali. Durante la manifestazione si svolge la Coppa delle Nazioni, il Gran Premio di Potenza, il Gran Premio Roma e la chiusura spettacolare del Carosello dei carabinieri. Dal 2014 è stato istituito anche il Premio Master fratelli D'Inzeo, attribuito al cavaliere in grado di ottenere il miglior risultato complessivo tra le due prove individuali più importanti.
Il cavaliere con più titoli è Piero D'Inzeo (7 titoli). Il cavallo più vincente è Flambeau C (3 titoli). Il binomio più vincente è Frédéric Cottier su Flambeau C (3 titoli).
Nell'edizione del 2009, nel Gran Premio di Potenza, nel terzo barrage il cavaliere britannico Michael Whitaker in sella al cavallo Cyber Space II è riuscito nell'impresa di superare l'ostacolo del muro posto a un'altezza di 225 cm.

## Albo d'oro
| Edizione | Anno       | Gran Premio Roma                         | Gran Premio Roma          | Coppa delle Nazioni | Sei barriere                    | Sei barriere        | Sei barriere |
| Edizione | Anno       | Cavaliere - nazionalità                  | Cavallo                   | Squadra             | Cavaliere                       | Nazionalità         | Altezza      |
| -------- | ---------- | ---------------------------------------- | ------------------------- | ------------------- | ------------------------------- | ------------------- | ------------ |
| XC       | 2023       | André Thieme - Germania                  | DSP Chakaria              | Irlanda             | Emilio Bicocchi John Whitaker   | Italia Regno Unito  | 1,95 m       |
| LXXXIX   | 2022       | Denis Lynch - Irlanda                    | Brooklyn Heights          | Francia             | Emanuele Gaudiano               | Italia              | 1,90 m       |
| LXXXVIII | 2021       | David Will - Germania                    | C Vier 2                  | Belgio              | Karim Elzoghby                  | Egitto              | 1,90 m       |
| -        | 2020       | Non disputato                            |                           | -                   | -                               |                     |              |
| LXXXVII  | 2019       | Daniel Bluman - Israele                  | Ladriano Z                | Svezia              | Martin Fuchs                    | Svizzera            | 2,00 m       |
| LXXXVI   | 2018       | Lorenzo De Luca - Italia                 | Halifax vh Kluizebos      | Italia              | Harrie Smolders                 | Paesi Bassi         | 1,95 m       |
| LXXXV    | 2017       | Jur Vrieling - Paesi Bassi               | VLD Glasgow vh Merelnest  | Italia              | Filippo Bologni                 | Italia              | 1,90 m       |
| LXXXIV   | 2016       | McLain Ward - Stati Uniti                | HH Azur                   | Regno Unito         | Luca Maria Moneta               | Italia              | 2,00 m       |
| LXXXIII  | 2015       | Henrik von Eckermann - Svezia            | Cantinero                 | Regno Unito         | Emanuele Gaudiano               | Italia              | 1,85 m       |
| LXXXII   | 2014       | Eric Lamaze - Canada                     | Zigali PS                 | Belgio              | -                               |                     |              |
| LXXXI    | 2013       | Nick Skelton - Regno Unito               | Big Star                  | Ucraina             | -                               |                     |              |
| LXXX     | 2012       | Ludger Beerbaum - Germania               | Gotha                     | Germania            | -                               |                     |              |
| LXXIX    | 2011       | Eric Lamaze - Canada                     | Hickstead                 | Paesi Bassi         | -                               |                     |              |
| LXXVIII  | 2010       | McLain Ward - Stati Uniti                | Sapphire                  | Francia             | -                               |                     |              |
| LXXVII   | 2009       | Rodrigo Pessoa - Brasile                 | Let's Fly                 | Stati Uniti         | -                               |                     |              |
| LXXVI    | 2008       | Denis Lynch - Irlanda                    | Lantinus                  | Regno Unito         | Peter Polstelmans               | Paesi Bassi         | 1,95 m       |
| LXXV     | 2007       | John Whitaker - Regno Unito              | Peppermill                | Regno Unito         | Nick Skelton Robert Smith       | Regno Unito         | 2,15 m       |
| LXXIV    | 2006       | Nick Skelton - Regno Unito               | Arko III                  | Germania            | Cameron Hanley Michael Whitaker | Irlanda Regno Unito | 2,00 m       |
| LXXIII   | 2005       | Christian Ahlmann - Germania             | Coster                    | Regno Unito         | -                               |                     |              |
| LXXII    | 2004       | Eugénie Angot - Francia                  | Cigale du Tallis          | Paesi Bassi         | -                               |                     |              |
| LXXI     | 2003       | Bruno Broucqsault - Francia              | Dileme de Cephe           | Francia             | -                               |                     |              |
| LXX      | 2002       | Claire Bronfman - Stati Uniti            | Charltlon                 | Francia             | -                               |                     |              |
| LXIX     | 2001       | Markus Fuchs - Svizzera                  | Cosima                    | Francia             | -                               |                     |              |
| LXVIII   | 2000 (ott) | Lisen Bratt - Svezia                     | Casanova                  | Svezia              | -                               |                     |              |
| LXVII    | 2000 (mag) | Dirk Demeersman - Belgio                 | First Samuel              | Germania            | Davide Gorla                    | Italia              | 2,05 m       |
| LXVI     | 1999       | Thierry Pomel - Francia                  | Thor des Chaines          | Francia             | Filippo Rizzi                   | Italia              | 1,95 m       |
| -        | 1998       | Non disputato                            |                           | -                   | -                               |                     |              |
| LXV      | 1997       | Margie Goldstein-Engle - Stati Uniti     | Hidden Creek's Laurel     | Stati Uniti         | Rodrigo Pessoa Daniel Etter     | Brasile Svizzera    | 2,10 m       |
| LXIV     | 1996       | Franke Sloothaak - Germania              | San Patrignano Joly Coeur | Francia             | Thomas Schepers                 | Germania            | 1,90 m       |
| LXIII    | 1995       | Franke Sloothaak - Germania              | San Patrignano Joly Coeur | Francia             | -                               |                     |              |
| LXII     | 1994       | Arnaldo Bologni - Italia                 | May Day                   | Svizzera            | -                               |                     |              |
| LXI      | 1993       | Jean-Claude Van Geenberghe - Belgio      | Osta Carpets Queen        | Germania            | -                               |                     |              |
| LX       | 1992       | Hervé Godignon - Francia                 | Quidam de Revel           | Francia             | -                               |                     |              |
| LIX      | 1991       | Hervé Godignon - Francia                 | Akai Prince D'Inconv.     | Regno Unito         | -                               |                     |              |
| LVIII    | 1990       | Pierre Durand - Francia                  | Jappeloup                 | Stati Uniti         | -                               |                     |              |
| LVIII    | 1989       | Jean-Claude Van Geenberghe - Belgio      | Queen of Diamond          | Stati Uniti         | -                               |                     |              |
| LVII     | 1988       | Helen Weinberg - Germania Ovest          | Just Malone               | Regno Unito         | -                               |                     |              |
| LVI      | 1987       | Vicki Roycroft - Australia               | Apache                    | Svizzera            | -                               |                     |              |
| LV       | 1986       | Bernardt Kamps - Germania Ovest          | Argonaut                  | Francia             | -                               |                     |              |
| LIV      | 1985       | Michel Robert - Francia                  | Lafayette                 | Italia              | -                               |                     |              |
| LIII     | 1984       | Frédéric Cottier - Francia               | Flambeau C                | Francia             | -                               |                     |              |
| LII      | 1983       | Anne Kursinski - Stati Uniti             | Livius                    | Stati Uniti         | -                               |                     |              |
| LI       | 1982       | Frédéric Cottier - Francia               | Flambeau C                | Francia             | -                               |                     |              |
| L        | 1981       | Jean Marc Nicolas - Francia              | Mador                     | Francia             | -                               |                     |              |
| IL       | 1980       | Frédéric Cottier - Francia               | Flambeau C                | Non disputata       | -                               |                     |              |
| XLVII    | 1979       | Artur Blickenstorfer - Germania Ovest    | Hendrik                   | Francia             | -                               |                     |              |
| XLVI     | 1978       | Eddie Macken - Irlanda                   | Boomerang                 | Francia             | -                               |                     |              |
| XLV      | 1977       | Hendrik Schulze Siehoff - Germania Ovest | Sarto                     | Italia              | -                               |                     |              |
| XLIV     | 1976       | Piero D'Inzeo - Italia                   | Easter Light              | Italia              | -                               |                     |              |
| XLIII    | 1975       | Malcom Pyrah - Regno Unito               | April Love                | Italia              | -                               |                     |              |
| XLII     | 1974       | Raimondo D'Inzeo - Italia                | Gone Away                 | Italia              | -                               |                     |              |
| XLI      | 1973       | Piero D'Inzeo - Italia                   | Easter Light              | Regno Unito         | -                               |                     |              |
| XL       | 1972       | Graziano Mancinelli - Italia             | Ambassador                | Italia              | -                               |                     |              |
| XXXIX    | 1971       | Raimondo D'Inzeo - Italia                | Fiorello                  | Germania Ovest      | -                               |                     |              |
| XXXVIII  | 1970       | Piero D'Inzeo - Italia                   | Red Fox                   | Regno Unito         | -                               |                     |              |
| XXXVII   | 1969       | Salvatore Danno - Italia                 | Kim Ando                  | Germania Ovest      | -                               |                     |              |
| XXXVI    | 1968       | Piero D'Inzeo - Italia                   | Fidux                     | Italia              | -                               |                     |              |
| XXXV     | 1967       | Piero D'Inzeo - Italia                   | Navarette                 | Svizzera            | -                               |                     |              |
| XXXIV    | 1966       | Paul Weier - Svizzera                    | Junker                    | Italia              | -                               |                     |              |
| XXXIII   | 1965       | Hugo Arrambide - Argentina               | Chimbote                  | Italia              | -                               |                     |              |
| XXXII    | 1964       | Alfonso Queipo de Llano - Spagna         | Infernal                  | Italia              | -                               |                     |              |
| XXXI     | 1963       | Harvey Smith - Regno Unito               | O'Malley                  | Regno Unito         | -                               |                     |              |
| XXX      | 1962       | Piero D'Inzeo - Italia                   | Sunbeam                   | Italia              | -                               |                     |              |
| XXIX     | 1961       | William Ringrose - Irlanda               | Loch an Easpaig           | Italia              | -                               |                     |              |
| -        | 1960       | Non disputato                            |                           | -                   | -                               |                     |              |
| XXVIII   | 1959       | Hans Gunter Winkler - Germania Ovest     | Halla                     | Stati Uniti         | -                               |                     |              |
| XXVII    | 1958       | Piero D'Inzeo - Italia                   | The Rock                  | Germania Ovest      | -                               |                     |              |
| XXVI     | 1957       | Raimondo D'Inzeo - Italia                | Merano                    | Italia              | -                               |                     |              |
| XXV      | 1956       | Raimondo D'Inzeo - Italia                | Merano                    | Italia              | -                               |                     |              |
| XXIV     | 1955       | Pierre Jonqueres D'Oriola - Francia      | Charleston                | Italia              | -                               |                     |              |
| XXIII    | 1954       | Pierre Jonqueres D'Oriola - Francia      | Arlequin                  | Spagna              | Francisco Goyoaga               | Italia              |              |
| XXII     | 1953       | William Hanson - Regno Unito             | The Monarch               | Italia              | Fritz Thiedemann                | Germania            |              |
| XXI      | 1952       | Ricardo Echeverria - Cile                | Lindo Peal                | Italia              | Jorge Canaves                   | Argentina           |              |
| XX       | 1951       | Jaime Garcia Cruz - Spagna               | Quoniam                   | Italia              | Piero D'Inzeo                   | Italia              |              |
| XIX      | 1950       | Bertrand du Breuil - Francia             | Tourbillon                | Italia              | Piero D'Inzeo                   | Italia              |              |
| XVIII    | 1949       | José Navarro Morales - Spagna            | Quorum                    | Francia             | -                               |                     |              |
| XVII     | 1948       | Jean D'Orgeix - Francia                  | Sucre de Pomme            | Messico             | -                               |                     |              |
| XVI      | 1947       | Alessandro Bettoni Cazzago - Italia      | Uranio                    | Italia              | -                               |                     |              |
| -        | 1941-46    | Non disputato                            |                           | -                   | -                               |                     |              |
| XV       | 1940       | Alessandro Perrone - Italia              | Guapo                     | Germania            | -                               |                     |              |
| XIV      | 1939       | Fernando Filipponi - Italia              | Nasello                   | Italia              | -                               |                     |              |
| XIII     | 1938       | John Lewis - Irlanda                     | Limerick Lace             | Turchia             | -                               |                     |              |
| XII      | 1937       | Hans Heinrich Brinckmann - Germania      | Wotansbruder              | Italia              | -                               |                     |              |
| XI       | 1936       | Gerardo Conforti - Italia                | Saba                      | Non disputata       |                                 |                     |              |
| X        | 1935       | Fernando Filipponi - Italia              | Nasello                   | Francia             | -                               |                     |              |
| IX       | 1934       | Hubert de Maupeau - Francia              | Esplatz                   | Italia              | -                               |                     |              |
| VIII     | 1933       | Henry Pernot du Breuil - Francia         | Exercise                  | Germania            | -                               |                     |              |
| VII      | 1932       | Maurice Gudin du Vallerin - Francia      | Vermouth                  | Germania            | -                               |                     |              |
| VI       | 1931       | Henry Pernot du Breuil - Francia         | Welcome                   | Germania            | -                               |                     |              |
| V        | 1930       | Henry Pernot du Breuil - Francia         | Vermouth                  | Italia              | -                               |                     |              |
| IV       | 1929       | Alessandro Bettoni Cazzago - Italia      | Aladino                   | Italia              | -                               |                     |              |
| III      | 1928       | Francesco Formigli - Italia              | Grumo                     | Italia              | -                               |                     |              |
| II       | 1927       | Giulio Borsarelli di Riffredo - Italia   | Glauco                    | Francia             | -                               |                     |              |
| I        | 1926       | Adam Krolikiewicz - Polonia              | Picador                   | Italia              | -                               |                     |              |